# بيوتا
بلدية بيوتا (بالإسبانية: Biota) هي بلدية تقع في مقاطعة سرقسطة التابعة لمنطقة أراغون شمال شرق إسبانيا.

## الديموغرافيا
بلغ عدد سكان بلدية بيوتا 1.095 نسمة عام 2011 (وفقاً للمعهد الوطني الإسباني للإحصاء).
| 1.255 | 1.238 | 1.202 | 1.143 | 1.135 | 1.131 | 1.095 |